# 西江镇 (会昌县)
西江镇，是中华人民共和国江西省赣州市会昌县下辖的一个乡镇级行政单位。

## 行政区划
西江镇下辖以下地区：
西江社区、西江村、兰陂村、火星村、背坑村、牛睡村、见潭村、西坑村、塅脑村、河背村、饼坵村、红星村、莲石村、石门村、坝子村、千工村、塆兴村、西源村、大田村、南星村、石迳村、丰龙村和南山村。

## 交通
- 赣瑞龙铁路：会昌北站